# Platycorynus apicalis
Platycorynus apicalis es una especie de insecto coleóptero de la familia Chrysomelidae.
Fue descrita científicamente en 1982 por Kimoto & Gressitt.